# (1553) Bauersfelda
(1553) Bauersfelda es un asteroide que forma parte del cinturón de asteroides y fue descubierto por Karl Wilhelm Reinmuth desde el observatorio de Heidelberg-Königstuhl, Alemania, el 13 de enero de 1940.

## Designación y nombre
Bauersfelda se designó inicialmente como 1940 AD.
Más tarde fue nombrado en honor del ingeniero alemán Walther Bauersfeld (1879-1959).

## Características orbitales
Bauersfelda orbita a una distancia media del Sol de 2,905 ua, pudiendo alejarse hasta 3,201 ua y acercarse hasta 2,61 ua. Su inclinación orbital es 3,235° y la excentricidad 0,1016. Emplea en completar una órbita alrededor del Sol 1809 días.